# Threat to Survival
Albums de Shinedown
Amaryllis
(2012) Attention Attention
(2018)
Threat to Survival est le cinquième album du groupe américain Shinedown, sorti en 2015. L'album est révélé le 29 juin 2015.

## Liste des chansons
| No  | Titre             | Durée |
| --- | ----------------- | ----- |
| 1.  | Asking for It     | 3:30  |
| 2.  | Cut the Cord      | 3:45  |
| 3.  | State of My Head  | 3:25  |
| 4.  | Outcast           | 3:25  |
| 5.  | How Did You Love? | 3:07  |
| 6.  | It All Adds Up    | 3:51  |
| 7.  | Oblivion          | 3:57  |
| 8.  | Dangerous         | 3:51  |
| 9.  | Thick as Thieves  | 3:54  |
| 10. | Black Cadillac    | 3:27  |
| 11. | Misfits           | 4:05  |